# Piano di lottizzazione
Il piano di lottizzazione, in Italia, è uno strumento urbanistico, di iniziativa prevalentemente privata, che si realizza per l'urbanizzazione di nuove aree e completare l'edificazione nelle zone di espansione.

## Descrizione generale
Come primo requisito, deve inserirsi nelle previsioni dello strumento urbanistico generale, ovvero il piano regolatore generale (che obbligatoriamente include, tra l'altro, quanto previsto dal Decreto ministeriale 2 aprile 1968, n. 1444 e può imporre limiti più stringenti) e, per effetto di varie modificazioni, del Piano strutturale comunale e del regolamento edilizio in vigore, secondo quanto stabilito con la legge 28 febbraio 1985, n. 47 che realizzò il primo condono edilizio in Italia.
Per la sua attuazione deve stipularsi una convenzione in cui i privati lottizzanti si impegnano a cedere gratuitamente, al comune, le aree per la realizzazione di opere di urbanizzazione primaria e secondaria e a corrispondere gli oneri per la realizzazione completa dell'urbanizzazione primaria e parte della secondaria. I lavori devono essere completati entro 10 anni. La realizzazione delle opere di urbanizzazione costituisce il presupposto che consente di richiedere i singoli titoli abilitativi per edificare.
È approvato dal consiglio comunale, dove conforme alle prescrizioni normative, su richiesta della parte interessata, proprietaria o superficiaria dell'area da lottizzare.

## Contenuto
Dal punto di vista normativo, il piano di lottizzazione è equivalente al piano particolareggiato: viene compilato su mappa catastale (in genere scala 1:500) quindi è formato dagli stessi elaborati: 
- mappa dell'area soggetta a lottizzazione, con evidenziati i singoli lotti, l'altimetria, le particelle catastali e l'elenco dei relativi proprietari.
- mappa della rete viaria interna ed esterna e delle aree di parcheggio.
- mappa delle aree a verde, con l'indicazione delle alberature esistenti e di quelle previste, e delle aree per le opere di urbanizzazione primaria e secondaria.
- relazione sui volumi edificabili e relativo assetto plani-volumetrico con la tipologia e la destinazione d'uso di ciascun edificio.
- la toponomastica proposta dei luoghi, studi sull'orientamento e il soleggiamento degli edifici.
- progetto della rete dei servizi (acqua, elettricità, telefono, gas, fognature).
- schema della convenzione con il comune per la realizzazione delle opere di urbanizzazione.

## Iter di approvazione
L'iter di approvazione di un piano di lottizzazione prevede la deliberazione della giunta comunale, l'esame della commissione consiliare competente, cui segue la prima approvazione (detta "adozione") in consiglio comunale. Dopo l'approvazione del consiglio comunale il piano di lottizzazione viene pubblicato all'albo pretorio per 45 giorni, durante i quali si accolgono le osservazioni dei cittadini e degli enti interessati.
Il piano di lottizzazione viene inviato anche agli organi di pianificazione superiori: Regione e Provincia esprimono il loro parere secondo le leggi regionali in materia (eventualmente anche della Sovrintendenza ai Beni Culturali se il piano di lottizzazione interessa edifici o aree vincolate). La giunta lo approva con nuova delibera, accogliendo le eventuali osservazioni di Regione e Provincia, e lo presenta di nuovo in Consiglio Comunale (con un nuovo passaggio in commissione).
Una volta approvato definitivamente viene stipulata la convenzione per le opere di urbanizzazione e il piano di lottizzazione diventa esecutivo.